# Брендель, Якоб
Якоб Брендель (нем. Jakob Brendel; 18 сентября 1907, Шпайер, Рейнланд-Пфальц — 13 февраля 1964, Нюрнберг) — немецкий борец греко-римского и вольного стилей, чемпион и призёр Олимпийских игр, призёр чемпионата Европы, чемпион Германии (1929, 1930, 1935), вице-чемпион Германии (1931, 1936) по греко-римской борьбе, чемпион и призёр чемпионата Европы, чемпион Германии (1936, 1937), вице-чемпион Германии (1934) по вольной борьбе.

## Биография
В 1929 году победил на чемпионате Германии и на международном турнире в Копенгагене. В 1930 году стал вторым на чемпионате Европы.
На Летних Олимпийских играх 1932 года в Лос-Анджелесе боролся в категории до 56 килограммов (наилегчайший вес); титул оспаривали 7 человек. Выбывание из турнира проходило по мере накопления штрафных баллов. Схватку судили трое судей, за чистую победу штрафные баллы не начислялись, за победу решением судей при любом соотношении голосов начислялся 1 штрафной балл, за проигрыш решением 2-1 начислялись 2 штрафных балла, проигрыш решением 3-0 и чистый проигрыш карался 3 штрафными баллами.
| Круг  | Соперник          | Страна    | Результат | Основание                  | Время схватки |
| ----- | ----------------- | --------- | --------- | -------------------------- | ------------- |
| 1     | Аатос Яскари      | Финляндия | Победа    | Туше (0 штрафных баллов)   | 13:29         |
| 2     | Георгиус Зервинис | Греция    | Победа    | По очкам (1 штрафной балл) | -             |
| 3     | Херман Тювиссон   | Швеция    | Победа    | По очкам (1 штрафной балл) | -             |
| 4     | -                 | -         | -         | -                          | -             |
| Финал | Марчелло Ниццола  | Италия    | Победа    | По очкам (1 штрафной балл) | -             |

Таким образом Якоб Брендель стал олимпийским чемпионом. Однако финалист соревнований Ниццола остался недовольным решением судей и в раздевалке напал на Якоба Бренделя с ножом. Серьёзные последствия предотвратили прибывшие полицейские.
В 1933 году остался на чемпионате Европы только пятым. На чемпионате Европы 1935 года выступал в вольной борьбе и завоевал третье место.
На Летних Олимпийских играх 1936 года в Берлине боролся в категории до 56 килограммов (наилегчайший вес); титул оспаривали 18 человек. Турнир проводился по прежним правилам с начислением штрафных баллов.
| Круг | Соперник        | Страна       | Результат | Основание                | Время схватки |
| ---- | --------------- | ------------ | --------- | ------------------------ | ------------- |
| 1    | Фердинанд Хыжа  | Чехословакия | Поражение | 3-0 (3 штрафных балла)   | -             |
| 2    | Вяйнё Перттунен | Финляндия    | Победа    | 3-0 (1 штрафной балл)    | -             |
| 3    | Роберт Войт     | Дания        | Победа    | Туше (0 штрафных баллов) | 2:45          |
| 4    | Йосиф Точар     | Румыния      | Победа    | Туше (0 штрафных баллов) | 16:24         |
| 5    | Эгон Свенссон   | Швеция       | Победа    | 3-0 (1 штрафной балл)    | -             |

Набрав пять баллов, выбыл из соревнований с бронзовой медалью. В 1937 году вновь выступал на чемпионате Европы в вольной борьбе и стал чемпионом Европы.